# Kolonialkrieg

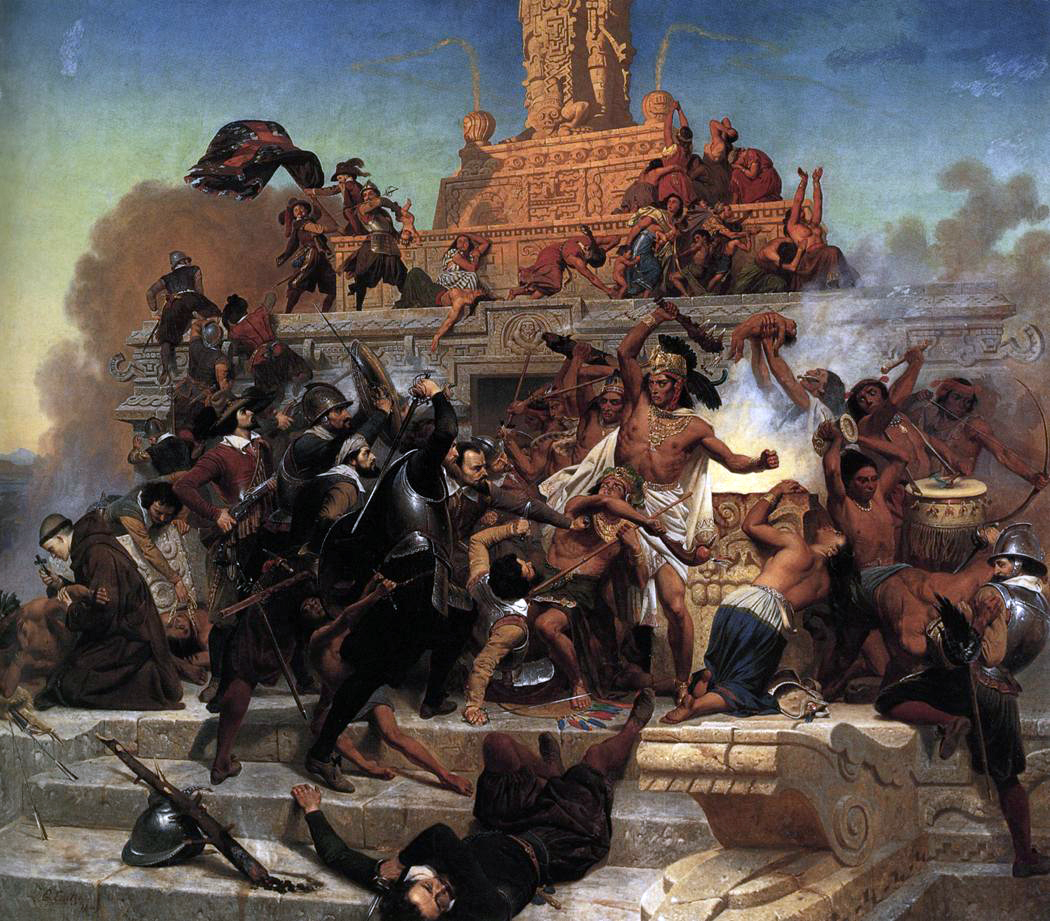
Emanuel Leutze: Storming of the Teocalli by Cortez and His Troops, 1848

Kolonialkrieg ist ein Sammelbegriff für die Kriegsführung der Kolonialmächte ab dem 16. Jahrhundert und der Sicherung ihrer eroberten Kolonialgebiete bis in die zweite Hälfte des 20. Jahrhunderts hinein. Die Kolonialkriege endeten 1974 mit dem Ende des Portugiesischen Kolonialkriegs aufgrund der Nelkenrevolution. Die in ihnen gewonnenen militärischen Erfahrungen werden vor allem in den angloamerikanischen Streitkräften im Kontext der so genannten neuen oder asymmetrischen Kriegen bis in die Gegenwart militärtheoretisch verarbeitet; insbesondere die im Algerienkrieg konzipierte Französische Doktrin. Hauptsächlich in Italien dienten die Kolonialkriege auch zur Ablenkung von innenpolitischen Konflikten.

## Definition
Der Duden definiert aktuell (2015) den Kolonialkrieg als „… zum Erwerb oder die Sicherung von Kolonien geführten Krieg“.
In dem im Auftrag der Deutschen Gesellschaft für Wehrpolitik und Wehrwissenschaften herausgegebenem Handbuch der neuzeitlichen Wehrwissenschaften von 1936 wurde der Begriff von dem Major der Wehrmacht Ludwig Freiherr Rüdt von Collenberg wie folgt definiert:

„Bei K(olonialkriegen). handelt es sich um Kriege in überseeischen Ländern, die räumlich von dem Heimatgebiet der Kol(olonial).-Macht gewöhnlich ziemlich weit abliegen u(nd). die andere Lebens- und Kampfbedingungen aufwiesen als Europa. Erfahrungen auf europ(äischen). Kriegsschauplätzen können daher nicht ohne weiteres zur Anwendung kommen. Es kann sich um das Unterwerfen fremder Völker oder um Unterdrücken von Aufständen in schon in Besitz genommenen Gebieten oder um Strafexpeditionen gegen Eingeborene handeln, deren Länder nicht dauernd in Besitz genommen werden sollen. Es können ferner Befreiungskämpfe weißer Kolonisten gegen ihr Mutterland oder Kämpfe von Großmächten untereinander in Betracht kommen, die zu einem Abringen der Kräfte auch in den Schutzgebieten führen. Häufig hängen Kolonial- u(nd). Seekrieg eng zusammen.“

Der britische Militärhistoriker Ian F. W. Beckett (* 1950) definierte in seiner Encyclopedia of guerrilla warfare 1988 koloniale Kriegführung folgendermaßen:

„Colonial warfare implies conflicts that occured between European forces (or those of European descent) and indigenous native forces. However, it might also mean conflict between white and nonwhite forces (the forces deployed by white powers in colonial warfare were frequently raised locally and, therefore, only white-led). It can also imply a variety of military situations.“

## Kolonialkriege vom Beginn des 16. bis zum Ende des 18. Jahrhunderts
Die Kolonialkriege dieser Epoche dienten der Eroberung und der Konsolidierung folgender europäischer Imperien:
- Italienisches Kolonialreich
- Portugiesisches Kolonialreich
- Spanisches Kolonialreich
- Niederländisches Kolonialreich
- Französisches Kolonialreich
- Britisches Weltreich

Am bekanntesten sind, bedingt durch den Kontext der Entdeckung Amerikas, die Spanische Eroberung Mexikos und Perus unter den Konquistadoren Hernán Cortés und Francisco Pizarro. Dabei trafen die Eroberer mit dem Aztekenreich und dem Inkareich auf Imperien, was den Spaniern die Gelegenheit bot, Gegensätze zwischen der imperialen Zentrale und tributpflichtigen Völkern der Peripherie wie zum Beispiel den Tlaxcalteken auszunutzen und letztere als Verbündete zu gewinnen.

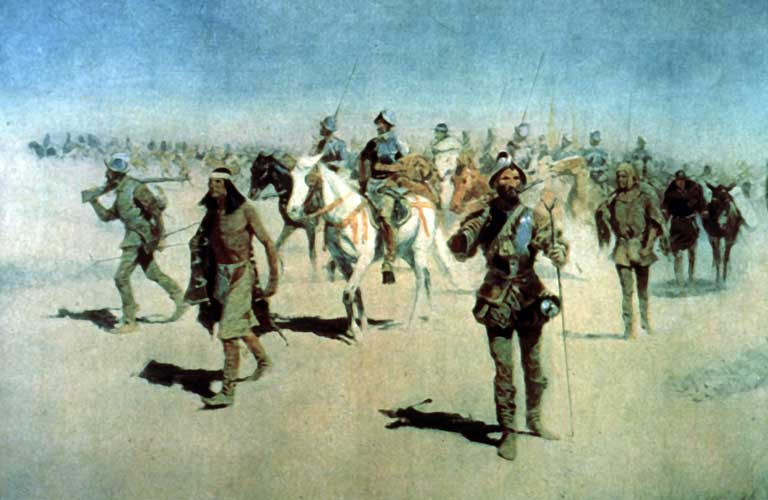
Frederic Remington: Coronado sets out to the north

Allerdings beschränkten sich die Spanier in ihrer Herrschaft nur auf ökonomisch wertvolle oder militärstrategisch bedeutsame Regionen. Territorien, die geographisch schwer zugänglich und/oder von einer kriegerischen Bevölkerung besiedelt wurden wie z. B. die Miskitoküste im heutigen Nicaragua verblieben bewusst außerhalb der spanischen Herrschaftssphäre, da ihre Eroberung und Sicherung zu aufwändig gewesen wäre (siehe auch Arauco-Krieg, Guaraní-Krieg).
Innereuropäische Konflikte wie der
- Niederländisch-Portugiesische Krieg
- Spanische Erbfolgekrieg
- Siebenjährige Krieg
- Siebenjährige Krieg in Nordamerika (French and Indian War)

wirkten sich auch auf die überseeischen Kolonialgebiete aus (siehe auch Franzosen- und Indianerkriege von 1689 bis 1763), sei es durch wechselseitige Aneignung von kolonialen Territorien oder die Einbeziehung der indigenen Bevölkerung z. B. als Hilfstruppen der Kolonialmächte.
Der Amerikanische Unabhängigkeitskrieg gilt als Kolonialkrieg, obwohl die indigene Bevölkerung politisch nicht beteiligt war. Dies gilt auch weitestgehend für die südamerikanischen Unabhängigkeitskriege, die in der Regel von Kreolen und Mestizen geführt wurden.
Sowohl in Nord- wie Mittel- und Südamerika war die Binnenkolonisation nach der Unabhängigkeit keineswegs abgeschlossen. Sie bewirkte in den USA die Fortführung der Indianerkriege der Kolonialzeit, während es in Mittelamerika zu indigenen Aufständen wie dem Kastenkrieg in Mexiko oder dem Cañadaaufstand 1881 in Nicaragua 1883. Große Teile Argentiniens wurden erst Jahrzehnte nach der Unabhängigkeit in der so genannten Wüstenkampagne erobert.

## Das 19. Jahrhundert. Unabhängigkeitskriege in Lateinamerika, Opiumkriege in China und der Wettlauf um Afrika
Das Ende der Napoleonischen Kriege führte zu einem neuen europäischen Kolonisationsschub in Übersee. Außerdem ermöglichte das Dampfschiff eine geradezu explosionsartige Ausdehnung des Welthandels.
Die Folge war eine europäisch-nordamerikanische Expansion in Asien, so der Briten in Birma, Frankreichs in Indochina, der USA in Japan und praktisch aller europäischen Großmächte einschließlich Russlands und Japans in China. Die amerikanische Westexpansion fand im 19. Jahrhundert eine Entsprechung in der russischen Süd- und Ostexpansion in den Kaukasus und nach Mittelasien. Im Wettlauf um Afrika war dieser Expansionsprozeß um 1900 weitgehend abgeschlossen. Bis auf Liberia und Äthiopien gab es in Afrika kaum noch Territorien, die nicht direkt oder indirekt europäisch dominiert wurden. Beispiele:
- Grenzkriege (1779–1879)
- Kaukasuskrieg (1817–1864)
- Erster und Zweiter Opiumkrieg
- Anglo-Afghanische Kriege
- Erster Sikh-Krieg 1845/46

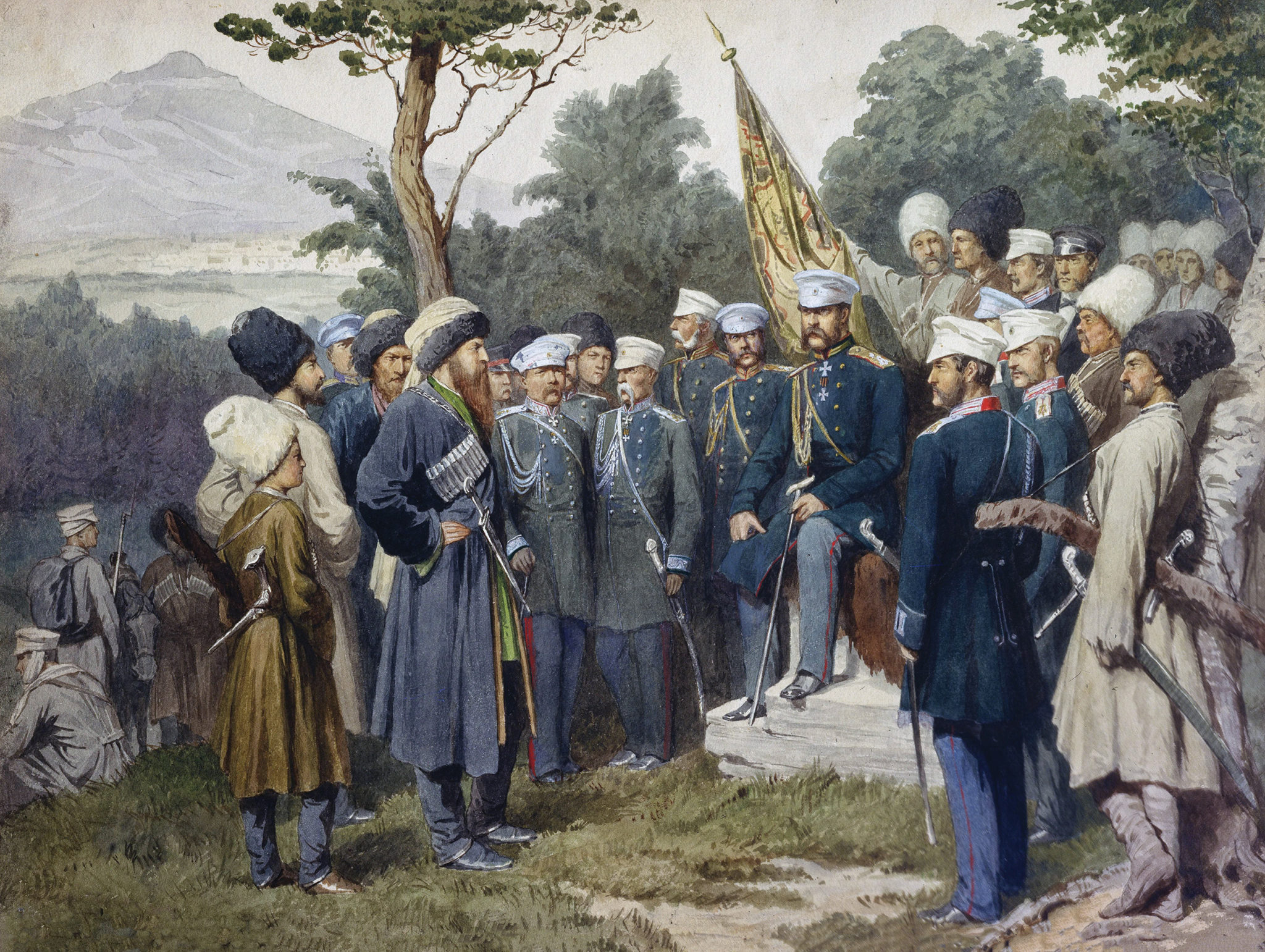
Aleksey Danilovich Kivshenko: Imam Shamil surrendered to Count Baryatinsky on August 25, 1859, 1880

- Zweiter Anglo-Birmanischer Krieg 1852/53
- Spanisch-Marokkanischer Krieg 1859/60
- Indischer Aufstand von 1857
- Britische Äthiopienexpedition von 1868

- Aschanti-Kriege
- Zulukrieg (1879)

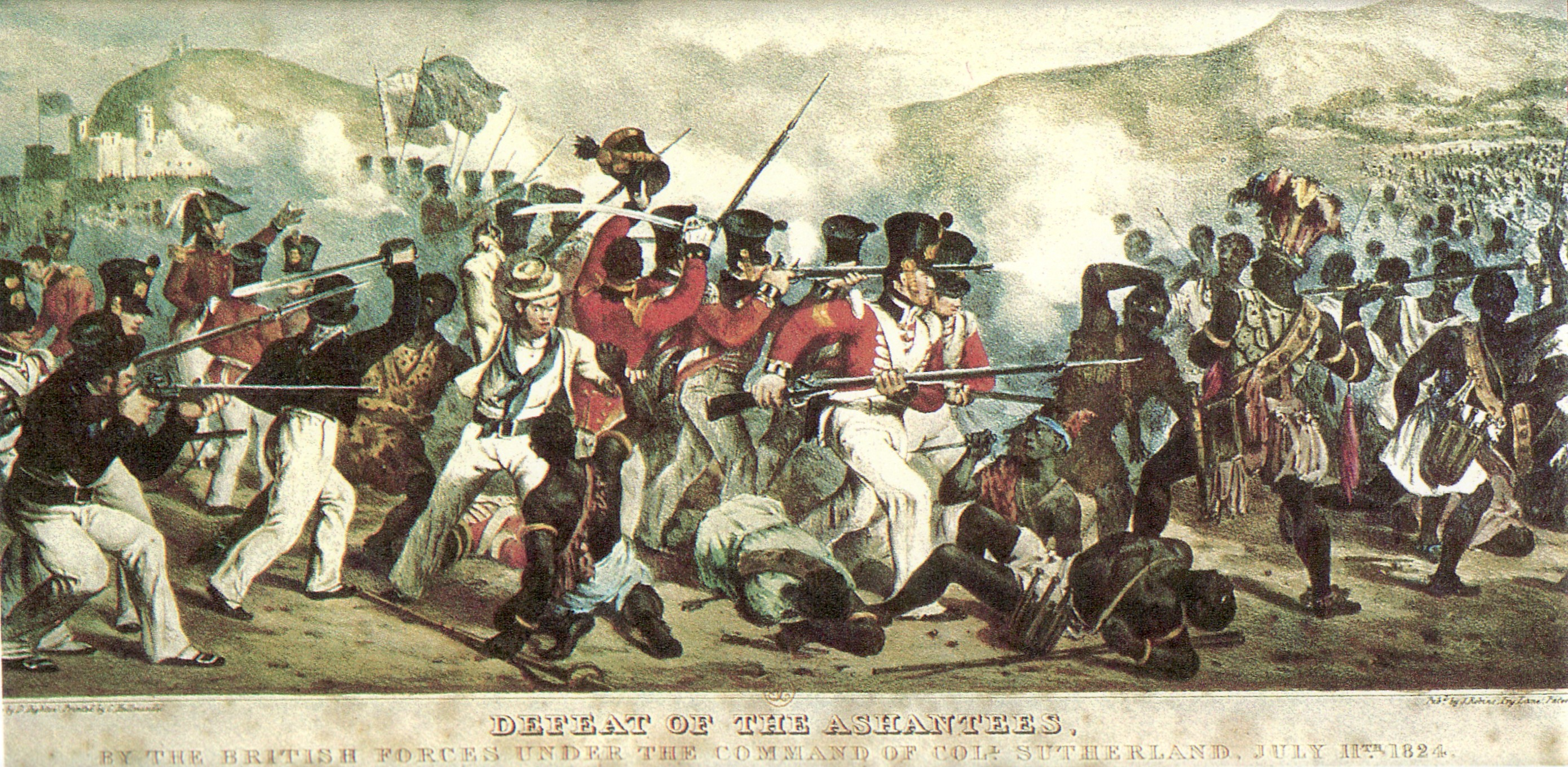
Ashanti-Gefecht am 11. Juli 1824

- Urabi-Bewegung 1879–1887 in Ägypten
- Zulukrieg
- Erster und Zweiter Burenkrieg
- Mahdi-Aufstand

- Boxeraufstand

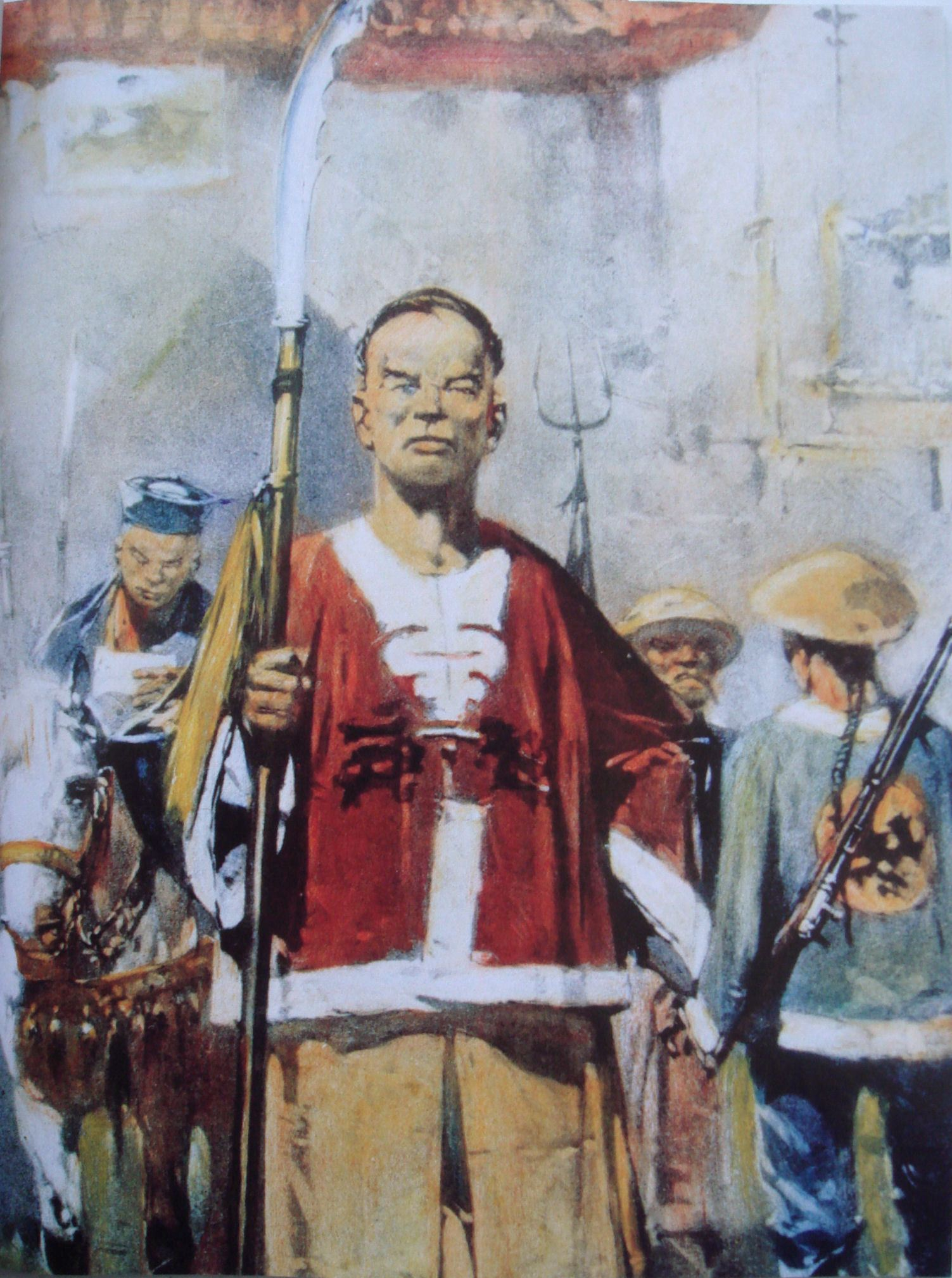
Johannes Hermanus Barend Koekkoek: Boxer

- Italienisch-Äthiopischer Krieg (1895–1896)
- Militärkampagnen im Nordwesten Britisch-Indiens
- Krieg von Canudos in Brasilien
- Wüstenkampagne in Argentinien
- William Walker in Zentralamerika 1855–1857
- Zweiter Matabelekrieg
- Tonkin-Kampagne
- Rifkrieg (1893)
- Dahomey-Aufstand
- Französisch-Siamesischer Krieg
- Chinesisch-Französischer Krieg
- Britisch-Sansibarischer Krieg 1898
- Aceh-Krieg 1873–1904
- Spanisch-Amerikanischer Krieg 1898
- Feldzüge in Somaliland 1900 bis 1905
- Britischer Tibetfeldzug 1903/04
- Rifkrieg (1909)

Vereinzelte Versuche Spaniens, im Schatten des amerikanischen Sezessionskriegs allein oder mit französischer Hilfe zumindest teilweise die Herrschaft über frühere lateinamerikanische Kolonien wieder zu gewinnen, scheiterten Anfang in der Mitte 1860er Jahre im Spanisch-Südamerikanischen Krieg 1864–1866. Lediglich in der Dominikanischen Republik gelang 1861–1865 unter Mitwirkung einheimischer Eliten eine kurzfristige Wiedererrichtung der spanischen Herrschaft, die logistisch von der spanischen Kolonie Kuba unterstützt wurde.
Als Ergebnis des Spanisch-Amerikanischen Kriegs 1898 löste sich das Spanische Kolonialreich de facto bis auf kleinere Besitzungen in Afrika auf; die Philippinen und Kuba wurden von den USA abhängige Protektorate; Puerto Rico wurde einer direkten US-Verwaltung unterstellt. Das deutsche Kaiserreich erwarb durch den Vertrag von 1899 die ehemals spanischen Karolinen-, Marianen- und Palau-Inseln im Pazifik (ohne Guam).
Frankreich eroberte im Laufe des 19. Jahrhunderts große Teile Nord- und Westafrikas, ab 1858 okkupierte es Hinterindien. Die Ergebnisse der französischen Expansion wurden im Chinesisch-Französischen Krieg von 1884 bis 1885 gesichert.
Japan betrieb ab den 1910er Jahren in Korea eine eigene Kolonialpolitik (Korea unter japanischer Herrschaft).

## 1900 bis 1939. Bananenkriege und Luftkrieg
In diesem Zeitraum wurden kaum noch Kolonialkriege geführt, da die militärische Eroberung Afrikas und asiatischer Gebiete weitgehend abgeschlossen war. Ausnahmen bildeten im Deutschen Kolonialreich der Aufstand der Herero und Nama, den die Deutschen mittels eines Völkermords niederschlugen, und der Maji-Maji-Aufstand.

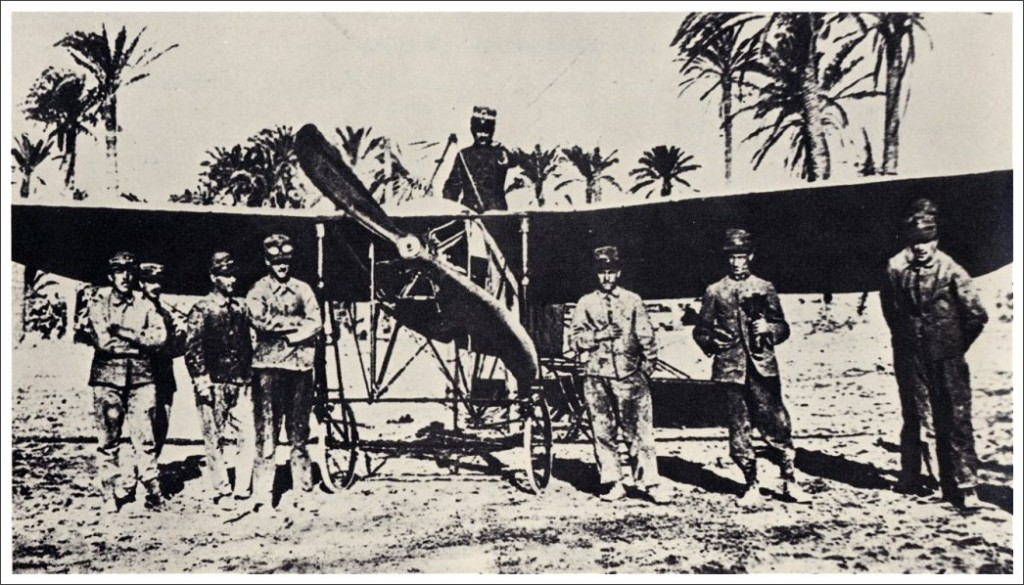
Blériot-Eindecker der italienischen Armee während der Schlacht von Tripolis (1911)

Italien okkupierte nach dem Italienisch-Türkischen Krieg 1911/12 große Teile des heutigen Libyen und die Dodekanes; in diesem Konflikt wurden erstmals Luftstreitkräfte zur Aufklärung und dem Abwurf einfacher Bomben eingesetzt.
In den Bananenkriegen der USA, in denen das United States Marine Corps praktisch die Funktion einer „colonial constabulary“ übernahm, wurden ab 1915 massiv Luftstreitkräfte eingesetzt, so in der Schlacht von Ocotal in Nicaragua am 16. Juli 1927 gegen die Truppen des aufständischen Generals Augusto César Sandino.
Neben ständigen Aufständen gegen die britische Herrschaft an der so genannten Nordwestgrenze Indiens war die Epoche zwischen den Weltkriegen von sechs größeren Aufständen bzw. Kolonialkriegen gekennzeichnet:
- Revolution in Ägypten 1919
- Irakischer Aufstand 1920 (Britisches Empire)
- Rifkrieg 1921–1926 (Frankreich, Spanien)
- Zweiter Italienisch-Libyscher Krieg 1923–1932
- Syrische Revolution 1925–1927 (Frankreich)
- Abessinienkrieg 1935–1936/41 (Italien)

Die Arabische Revolte von 1916 stand im Kontext des Ersten Weltkriegs.
Die rasante technische Entwicklung während des Ersten Weltkriegs hatte auch Auswirkungen auf die Sicherung alter und die Eroberung neuer Kolonialgebiete. Kampfpanzer und Kampfflugzeuge ermöglichten mit geringem Personalaufwand die Kontrolle über weite und bislang auch unwegsame Gebiete.
Die Luftkriegstheorien des italienischen Generals Giulio Douhet schlugen sich auch in dem britischen Konzept des Imperial Policing nieder, das von Charles William Gwynn entwickelt worden war und im Empire den Status einer offiziellen militärischen Doktrin erhielt.

## 1945 bis 1974. Dekolonisationskriege

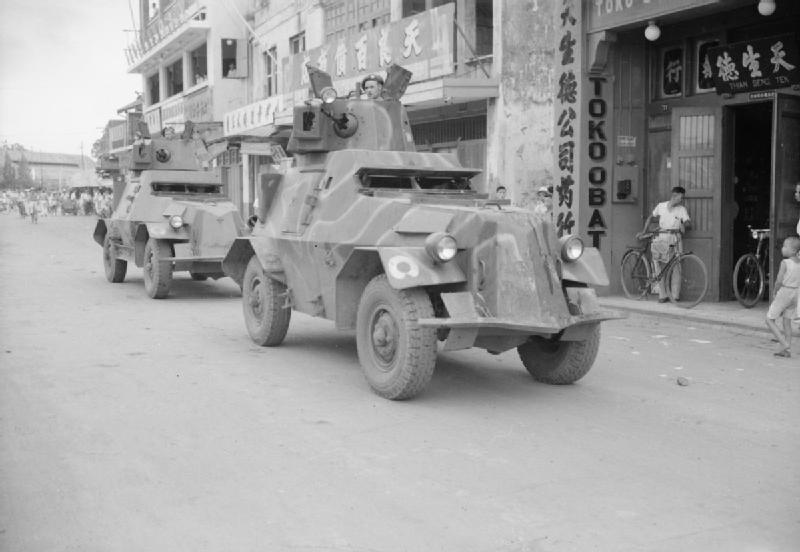
19. Dezember 1945. Panzerwagen des Royal Air Force Regiments patrouillieren in Batavia nach einer Zeit der Kämpfe zwischen indonesischen Nationalisten und den Kolonialbehörden

Das Ende des Zweiten Weltkriegs und die Niederlage Japans führten in Indochina, Niederländisch-Ostindien und Malaya direkt zu militärisch organisierten Erhebungen von Befreiungsbewegungen mit dem Ziel der Unabhängigkeit dieser Kolonialgebiete.
Die Niederlande versuchten in Ostindien vergeblich, die militärische Aufstandsbewegung als innenpolitische Angelegenheit durch den Begriff „Polizeiaktionen“ („Politionele acties“) zu verschleiern, was von den Vereinten Nationen nicht akzeptiert wurde. Dabei wurden die Aufständischen zwar logistisch oftmals von der UdSSR und ab 1949 von der Volksrepublik China unterstützt, politisch aber auch von den USA, die im Kalten Krieg bewusst die Dekolonisation forderten.
Die Dekolonisierungskriege führten innerhalb der Kolonialmächte teilweise zu scharfen innenpolitischen Auseinandersetzungen, insbesondere in Frankreich und Portugal. Sowohl Gegner wie Befürworter der Dekolonisation griffen dabei zu terroristischen Methoden wie die französische OAS oder die Entführer des portugiesischen Fahrgastschiffs Santa Maria 1961 unter dem Kommando von Hauptmann der Reserve Henrique Galvão.
Als Symbol für die militärische Niederlage der europäischen Kolonialmächte wurde zeitgenössisch die Schlacht um Điện Biên Phủ 1954 in Indochina angesehen, die schon kurz darauf populär als das „Stalingrad des weißen Mannes“ charakterisiert wurde. Beispiele:
- Indochinakrieg
- Madegassischer Aufstand 1947
- Algerienkrieg
- Indonesischer Unabhängigkeitskrieg
- Mau-Mau-Krieg
- Malayan Emergency
- Zypernkonflikt
- Suez-Krieg
- Ifni-Krieg 1957/58 in Spanisch-Westsahara
- Dhofar-Aufstand
- Konfrontasi
- Rhodesischer Bürgerkrieg 1964–1979
- Falklandkrieg 1982

Den langwierigsten und zur Größe des Landes relativ aufwändigsten Dekolonisationskrieg führte von 1961 bis 1974 an drei afrikanischen Fronten Portugal. Der Portugiesische Kolonialkrieg wurde durch junge Offiziere meist im Rang des Offiziers in einem linksgerichteten Militärputsch beendet (Nelkenrevolution). Selbst der konservative General António de Spínola, der bis heute als einer der erfolgreichsten westlichen Counterinsurgency-Strategen gilt, hatte bereits Jahre vorher öffentlich eine Beendigung des Krieges gefordert.

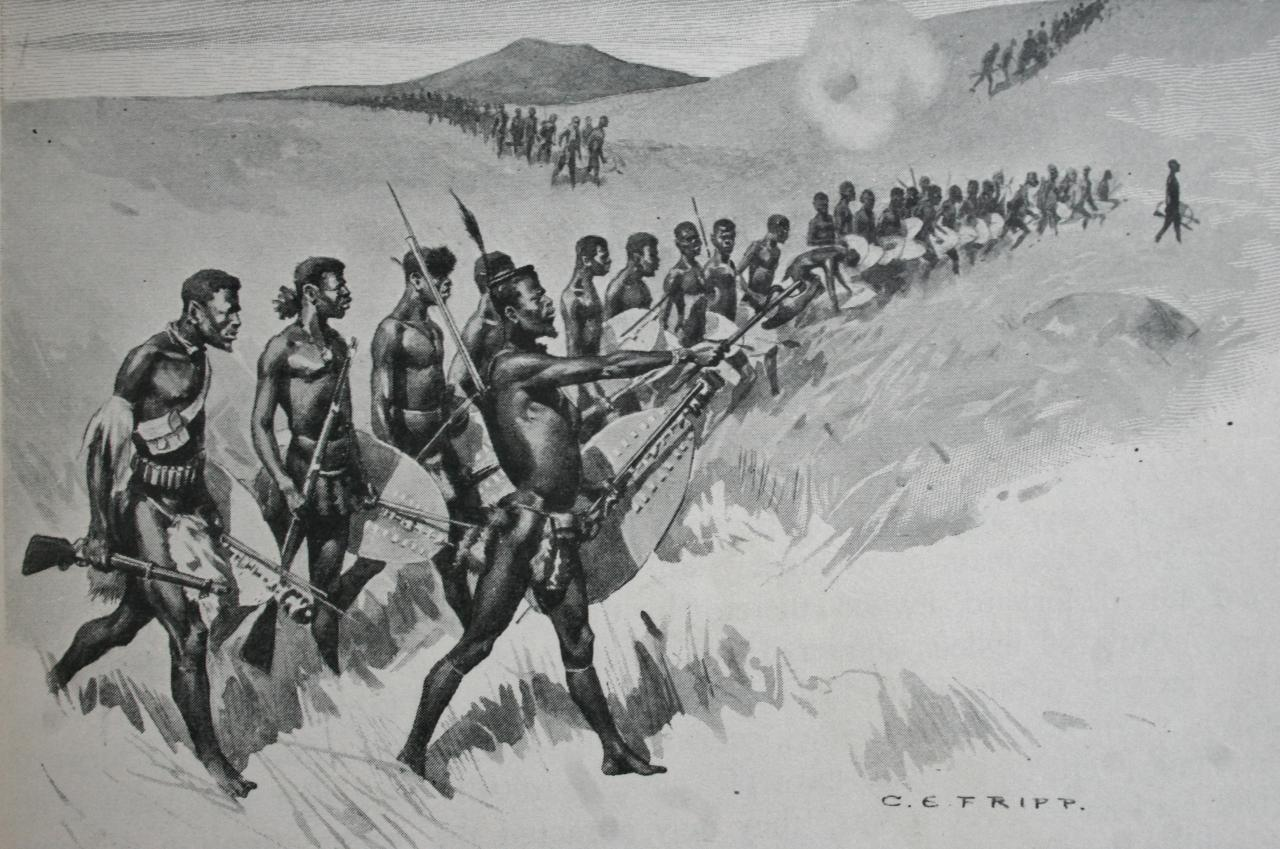
Charles Edwin Fripp: Zulu régiment in attack formation at Isandlwana

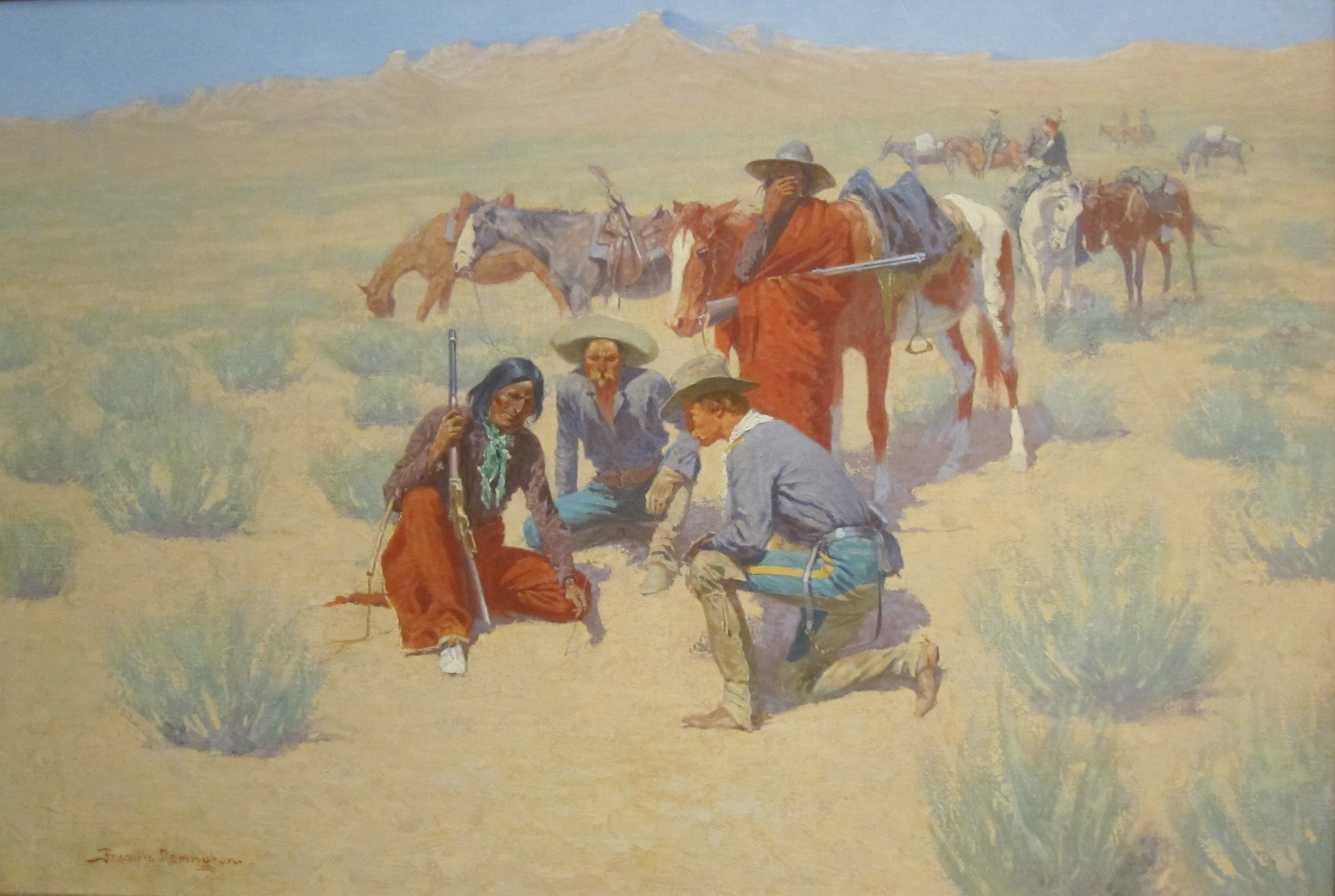
Frederic Remington: A Map in the Sand, Cincinnati Art Museum

## Charakter der Kriegführung
Ziel der Kolonialkriegführung war in der Regel die militärische Eroberung eines Territoriums und die Unterwerfung, weniger die Vertreibung bzw. Verdrängung, der indigenen Bevölkerung. Idealtypisch sind hierfür z. B. die Spanische Eroberung Mexikos und Perus. Portugal hingegen war hauptsächlich an der Errichtung von Handels- und Militärstützpunkten auf dem Seeweg nach Indien und Ostasien interessiert und nicht an einer Binnenkolonisation, die aufwändige Eroberungszüge z. B. ins afrikanische, indische oder brasilianische Hinterland erfordert hätte.
Der französische Militärtheoretiker André Beaufre unterschied für das 19./20. Jahrhundert drei „Denkschulen“ europäischer Kolonialkriegführung:
1. Großbritannien: Analog zum Grundprinzip der indirekten Kolonialherrschaft (indirect rule) wurden Kolonialkriege nach Möglichkeit nicht durch genuin britische Truppen, sondern indigene Herrscher und ihre Truppen bzw. Hilfstruppen geführt, was Beaufre als „Strategie des Stellvertreterkrieges“ bezeichnete. Ende des 19. Jahrhunderts war die inzwischen gut 200.000 Mann starke Britische Indien-Armee zu einer globalen kolonialen bzw. imperialen Eingreifreserve mutiert, die im Notfall auch zur Niederwerfung von Aufständen in der Karibik, Afrika, Ostasien oder ab 1919 im Nahen Osten eingesetzt werden konnte.
2. Frankreich: Auch Frankreich setzte bei der Eroberung und Sicherung von Kolonien Hilfstruppen wie die Senegalschützen, Zuaven oder Ghoum ein, die jedoch einer strikten Kontrolle französischer Offiziere unterstanden. Ein in jeder Hinsicht französischer Sonderweg war und ist bis in die Gegenwart die Fremdenlegion, die praktisch nur aus Europäern bestand und eigens für die Kriegführung in Algerien gegründet worden war.
3. Spanien: Zwar benutzten die Konquistadoren indigene Hilfstruppen, doch prinzipiell wurde die spanische Kolonialherrschaft durch Truppen des Mutterlandes und/oder Milizen aus Kreolen oder Mestizen gesichert.

Eine spezifisch deutsche Denkschule machte Beaufre nicht aus; vermutlich, weil deutsche Kolonialkriege nur im Zeitraum von 1884 bis 1914 geführt wurden und diese in Deutschland selbst bis zum Ende des 20. Jahrhunderts, von wenigen Ausnahmen in der DDR abgesehen, kein militärgeschichtliches Interesse fanden.
Kolonialkriege wurden von europäischer Seite aus in der Regel wie auf europäischen Kriegsschauplätzen geführt, d. h., europäische Truppen trafen in offenen Feldschlachten auf indigene Heere wie in Mexiko und Peru, die zwar oft personell überlegen, aber waffentechnisch und/oder organisatorisch unterlegen waren. Nur selten siegten indigene Heere in offener Feldschlacht über Invasoren, so die Abessinier in der Schlacht von Adua 1896 über ein italienisches Expeditionskorps, das mit modernster Waffentechnik und Logistik versehen war.
Die Guerilla war hauptsächlich eine indigene Strategie während des Dekolonisationsprozesses, teilweise kombiniert mit terroristischen Taktiken (Palästina, Algerien, Indochina, Zypern). Ausnahmen, wie z. B. Hendrik Witbooi oder Jakobus Morenga in Deutsch-Südwestafrika, bestätigen eher die Regel.
Für die koloniale Kriegführung prägte der britische Militärtheoretiker Charles Edward Callwell 1896 den Begriff des Small war, der jedoch nicht immer synonym zum deutschen Begriff Kleinkrieg gesehen werden kann.
Obwohl die waffentechnische Überlegenheit europäischen Mächte oft als entscheidender Faktor in den Kolonialkriegen angesehen wird, trifft dies so vereinfacht nicht zu, wenn dies auch ein klassisches Zitat vordergründig suggeriert:
“… Whatever happens we have got
The Maxim gun and they have not ….”
Hilaire Belloc, The Modern Traveller, 1898.
Tatsächlich spielte die europäische waffentechnische Überlegenheit bis zur Einführung des Perkussionsgewehrs bzw. Mehrladers wie z. B. dem Henry-Gewehr erst ab der Mitte des 19. Jahrhunderts eine maßgebliche Rolle. Steinschlossgewehre wurden auch von afrikanischen Kriegern benutzt, so den Aschanti. Erst das Maxim-Maschinengewehr erzeugte ein deutliches technologisches Übergewicht (Schlacht von Omdurman 1898). Die Verwendung des Maschinengewehrs war allerdings weitgehend auf das offene Gelände beschränkt; in dichtem Buschwerk oder Dschungel war seine Wirksamkeit aufgrund des erheblichen Gewichts und seiner Unbeweglichkeit stark beschränkt.
Tatsächlich spielten Organisation, Disziplin und Anpassung an den außereuropäischen Kriegsschauplatz eine wesentliche Rolle bei der Überlegenheit europäischer Kolonialtruppen über indigene Gegner. Noch wichtiger waren Bündnisse der Kolonialmächte mit regionalen Verbündeten, die Ausnutzung von Gegensätzen zwischen indigenen Machtgruppierungen und der Einsatz von indigenen Hilfstruppen, so z. B. in Deutsch-Ostafrika den Ruga-Ruga.

### Seemacht als Faktor der Kolonialkriege: Kanonenbootpolitik und Auslandsstationen

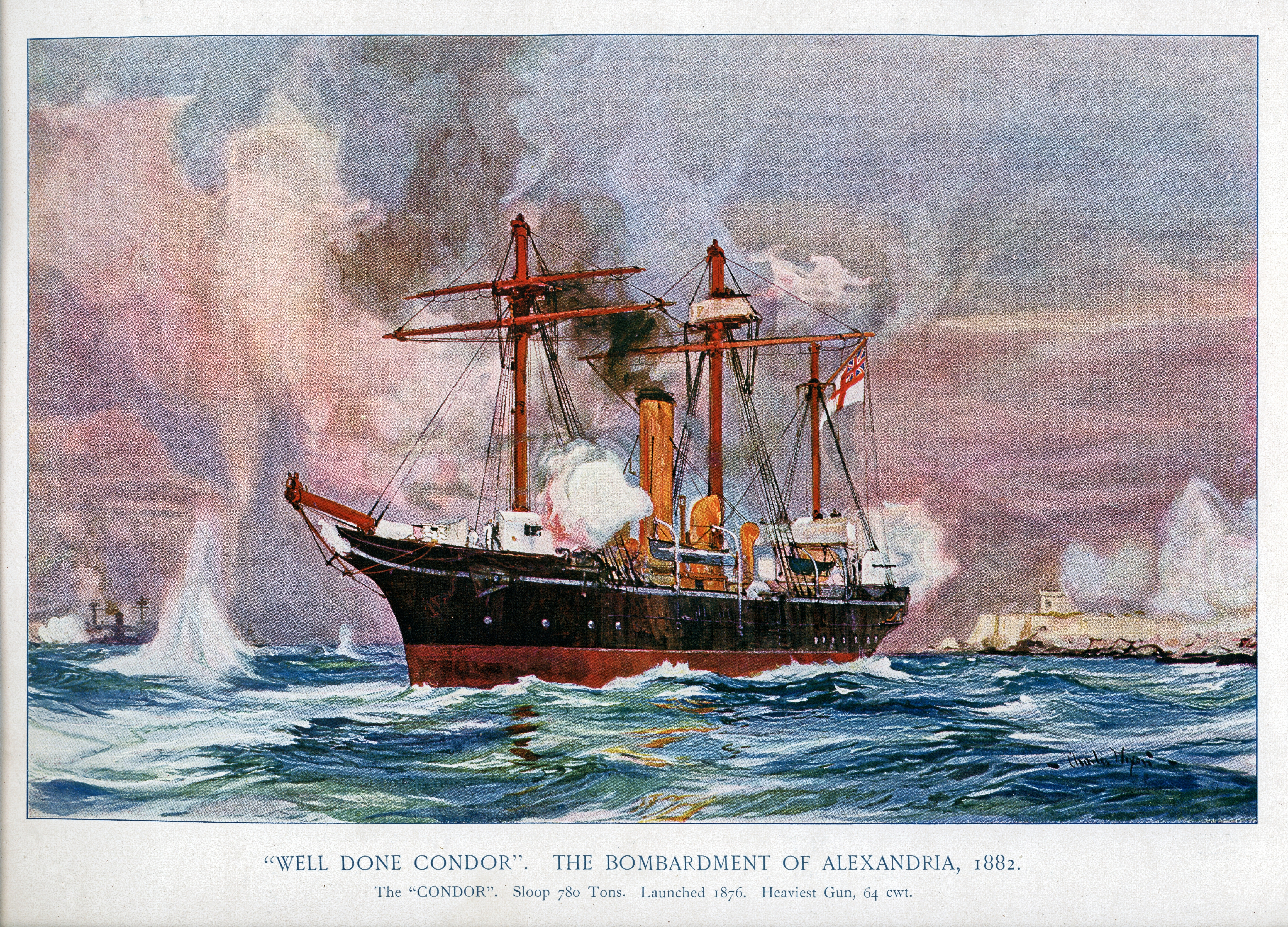
Bombardment of Alexandria

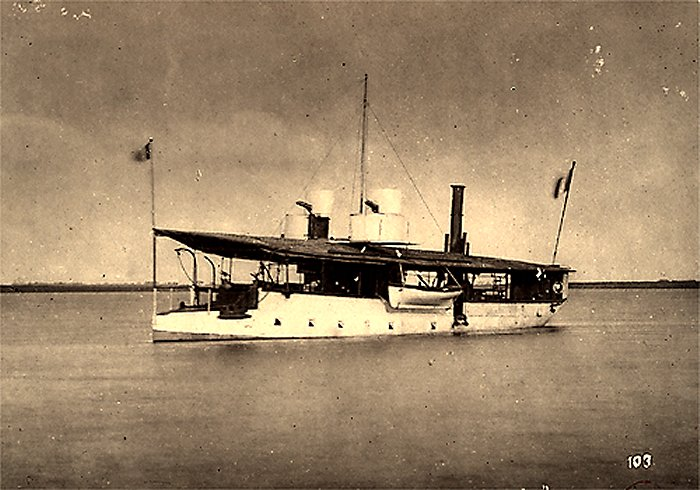
Gunboat Yatagan

Das zu Beginn des 19. Jahrhunderts entwickelte Dampfschiff hatte auf die Kolonialkriegführung maßgeblichen Einfluss. Im Gegensatz zum Segelschiff konnte das maschinengetriebene Kanonenboot, insbesondere flachgehende Flusskanonenboote, unabhängig von Witterungsbedingungen auch in unzugänglichen Küstengebieten operieren und Ströme bis weit ins Hinterland hinein kontrollieren, so den Nil, den Kongo, den Mekong oder den Jangtsekiang. Seine tragende Rolle in der europäischen Übersee-Expansion ab dem frühen 19. Jahrhundert wird am Begriff der Kanonenbootpolitik deutlich.
Mit ihren Marine-Einheiten verfügten die Kolonialmächte über regionale oder überregionale Reserven, mit denen sie im Notfall lokale Kolonialkontingente auffüllen oder Truppentransporte verschieben konnten. Im Fall von Aufständen gegen die Kolonialherrschaft konnten sich koloniale Eliten oder Siedler auf Kriegs- oder Handelsschiffe zurückziehen und Verstärkungen aus dem Mutterland oder benachbarten Kolonien abwarten. In den Kolonien und Auslandsstationen dienten meist ältere Kanonenboote und Kreuzer.
Die Kaiserliche Marine unterhielt mit dem Kreuzergeschwader eine globale maritime Eingreifreserve, die theoretisch sowohl in den deutschen Kolonien in Afrika als auch in den deutschen Schutzgebieten in der Südsee zusätzlich zu den vor Ort stationierten Einheiten operieren konnte.
Oftmals dienten die Marineinfanterien der Kolonialmächte als koloniale Eingreifreserve, so auch die Seebataillone der Kaiserlichen Marine. Das deutsche Pachtgebiet Kiautschou besaß keine eigene Kolonialtruppe, sondern wurde vom III. Seebataillon in Cuxhaven besetzt.

### Kolonialtruppen und Kolonialpolizeien

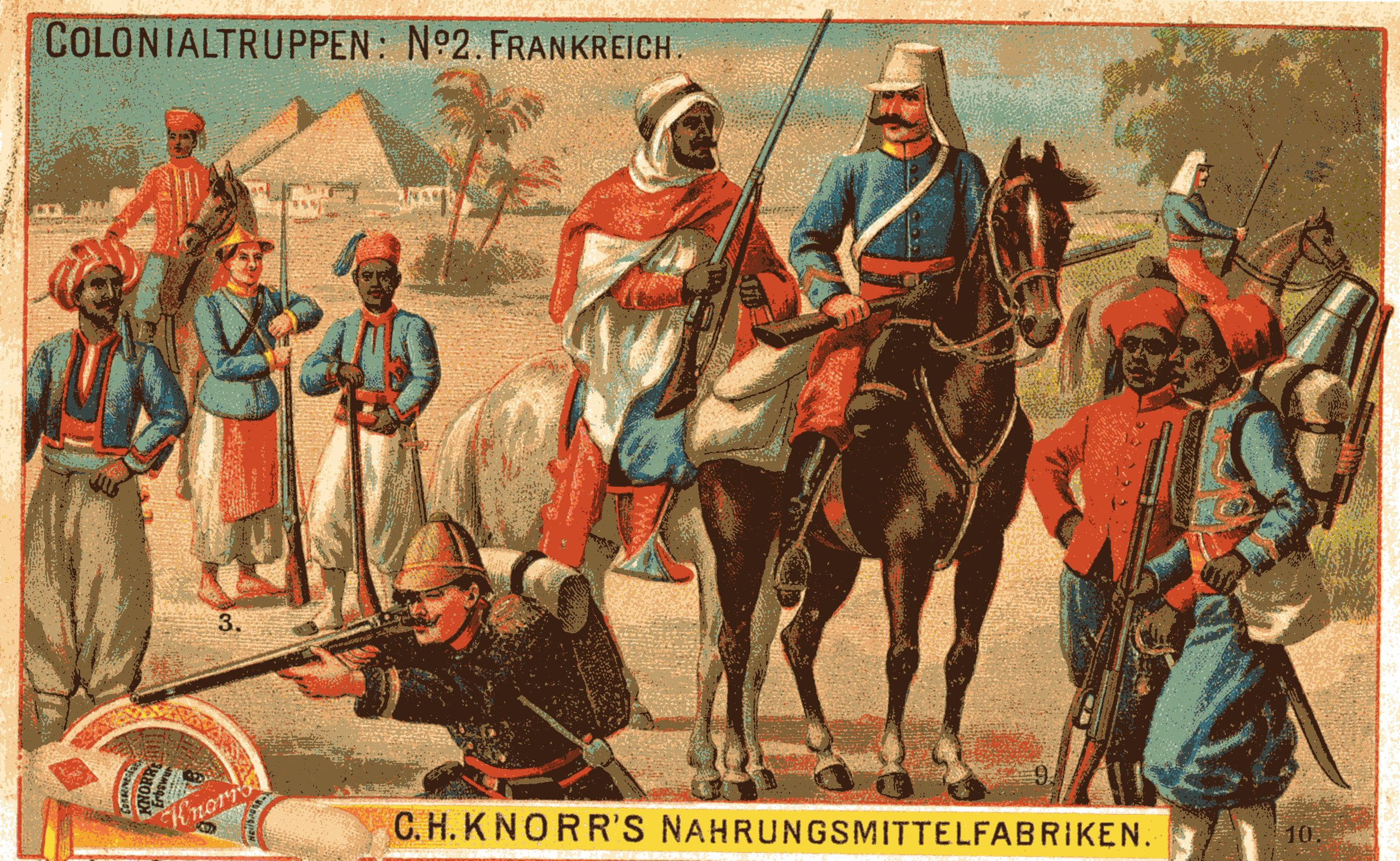
Französische Kolonialtruppen um 1900. Zeitgenössische Darstellung

In den Kolonien wurden von den Kolonialmächten in der Regel besondere militärische Formationen aufgestellt, die vor allem dem Klima und der Geographie angepasst waren. In kleineren Kolonien, wie z. B. dem deutschen Togo oder den Südseebesitzungen, existierten lediglich Kolonialpolizeien. Die ausschließliche Verwendung von Europäern war die Ausnahme; in der Regel wurden indigene Söldner verpflichtet oder aus anderen Regionen Afrikas oder Asiens angeworben. Genuine Kolonialarmeen besaßen lediglich das Britische Empire und Frankreich.

#### Cuera-Dragoner in Neu-Spanien
Eine besonders an die spezifischen Bedingungen ihres Operationsgebietes (dem heutigen Südwesten der USA) angepasste Truppe waren die Cuera-Dragoner im Vizekönigreich Neuspanien. In der Regel aus Mestizen bestehend, stellten ihre Ausrüstung und Bewaffnung eine ungewöhnliche Synthese aus aztekischen und europäischen Elementen dar. Sie wurden nach der Unabhängigkeit Mexikos in die mexikanische Armee integriert und erst in den 1840er Jahren aufgelöst.

#### Fremdenlegionen
Sowohl die Französische als auch die Spanische Fremdenlegion waren eigens für die Kolonialkriege in Nordafrika aufgestellte Söldnertruppen. Das Personal setzte sich de facto ausschließlich aus Europäern zusammen, da in extremen Situationen auf indigene Hilfstruppen kein Verlass schien.

#### Französische Kolonialtruppen

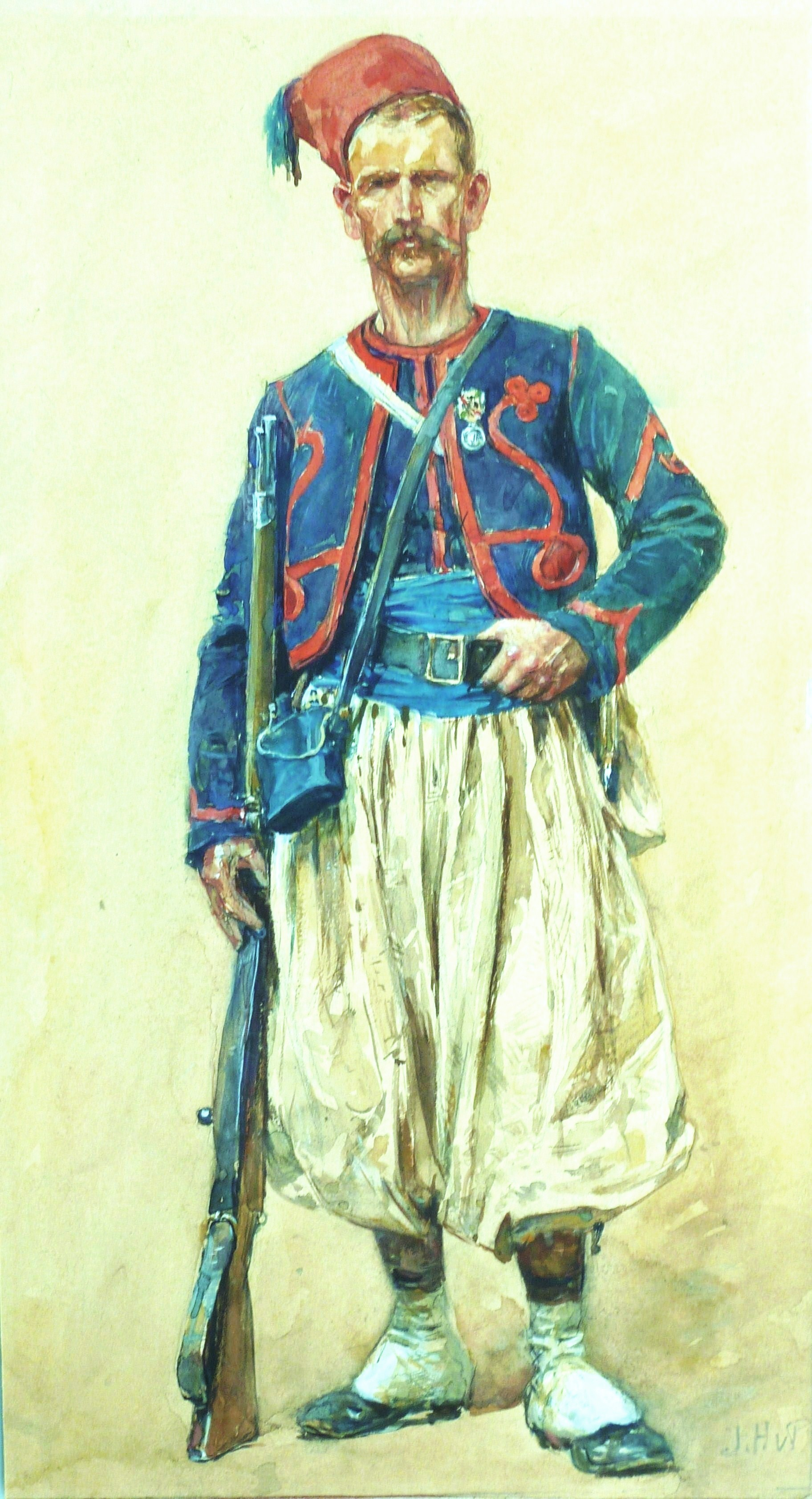
Franse Zouaaf

Unabhängig von der Fremdenlegion dienten in den französischen Kolonien diverse indigene Hilfstruppen, so Zuaven, Senegalschützen, Marokkanische Gum und Spahi, die im Ersten Weltkrieg auch auf dem europäischen Kriegsschauplatz und danach zum Teil als Besatzungstruppen im Rheinland verwendet wurden.
Von 1900 bis 1961 verfügte Frankreich in der Armée coloniale eine genuine Kolonialarmee, die in den nordafrikanischen Kolonien stationiert war. Bis 1900 waren für die koloniale Kriegführung hauptsächlich die 1622 aufgestellten Troupes de marine zuständig gewesen.

#### Britische Indienarmee, Gurkhas

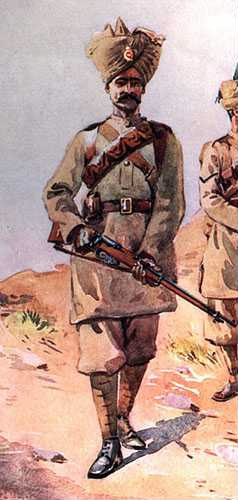
Sepoy

Die Britische Indienarmee und ihre größtenteils indigenen Soldaten (Sepoys) war mit Abstand die größte Kolonialarmee aller Mächte. Sie umfasste um 1930 gut 300.000 Angehörige und verfügte über eine eigene Luftwaffe. Die Indienarmee war global einsetzbar; einige ihrer Einheiten operierten im Jahre 1900 zeitgleich im Burenkrieg, im Aschantikrieg, in Somaliland und im Boxeraufstand. Aus imperialer Perspektive war die Indienarmee militärisch bedeutender als die Britische Armee in Großbritannien selbst, da die Royal Navy, später in Kombination mit der Royal Air Force, schon im Ansatz eine Landung fremder Truppen auf den britischen Inseln verhindern sollte.
Die Gurkhas waren und sind eine nepalesische Söldnertruppe innerhalb der Britischen Armee, die vorzugsweise in Kolonialkriegen eingesetzt wurde.

#### United States Marine Corps, United States Army Indian Scouts
Keine Kolonialtruppe im eigentlichen Sinn war das United States Marine Corps. Ursprünglich wie die Royal Marines eine Schiffspolizei mit zusätzlichen Aufgaben im Kriegsfall, mutierten die Marines in den Bananenkriegen 1898–1934 zu einer colonial constabulary. In Haiti und der Dominikanischen Republik errichteten sie de facto eine Militärdiktatur, was weder von den Marines selbst noch von der US-Regierung geplant war, sondern sich aus der Situation als Besatzungstruppe vor Ort situativ ergeben hatte.
Als Hilfstruppen bzw. Ersatz der Marines nach ihrem Abzug wurden so genannte Nationalgarden gegründet; die bekannteste und politisch einflussreichste wurde die Guardia Nacional de Nicaragua unter ihrem ersten Kommandeur Anastasio Somoza García.
Im Gegensatz zu dem durch zahlreiche Westernfilme vermittelten stereotypen Bild der Indianerkriege spielten indianische Hilfstruppen, meist als Scouts eingesetzt, eine entscheidende Rolle bei der Niederschlagung indigenen Widerstands. Die United States Army Indian Scouts existierten von 1866 bis 1947 und umfassten in den 1870er/80er Jahren bis zu 1500 Angehörige der Crow und Pawnee. General George Crook setzte 1883 im Kampf gegen Geronimo eine andere Unterabteilung von Apachen ein.
Das Scout-System wurde nach 1898 auf die Philippinen übertragen, wo die Philippine Scouts im Philippinisch-Amerikanischen Krieg als Hilfstruppe der US Army eingesetzt wurden.

#### Niederländische Ostindien-Armee
Die Königlich Niederländische Ostindien-Armee setzte sich sowohl aus niederländischen Soldaten, europäischen Söldnern und vor allem indigenen Truppen zusammen. Der deutsche Anteil am europäischen Kontingent betrug Mitte bis Ende des 19. Jahrhunderts bis zu 20 %, vor 1850 offenbar sogar um die 50 %. Im Kriegsfall wurde die Armee durch so genannte Schuttereyen, eine Kolonisten-Miliz, unterstützt.

#### Belgische Force Publique (Kongo)
Die Force Publique im Belgisch-Kongo war eine aus indigenen und afrikanischen Söldnern bestehende Truppe, die von belgischen Offizieren kommandiert wurde. Sie war maßgeblich an den Kongogräueln beteiligt und putschte 1960 gegen die Regierung von Patrice Lumumba. Ihr bekanntestes Mitglied war der spätere kongolesische Präsident Mobutu Sese Seko.

#### Deutsche Schutztruppen
Im Deutschen Kaiserreich wurden für die als Schutzgebiete bezeichneten Kolonien Kamerun, Deutsch-Südwestafrika und Deutsch-Ostafrika Schutztruppen gebildet. Diese unterstanden nicht dem Preußischen Kriegsministerium, sondern bis 1896 dem Reichsmarineamt, von 1896 bis 1907 der Kolonialabteilung des Auswärtigen Amts und ab 1907 bis zu ihrer Auflösung 1919 dem aus der Kolonialabteilung des AA hervorgegangenem Reichskolonialamt als quasi deutschem Kolonialministerium.
Ein einheitliches strategisches oder auch nur taktisches Konzept wurde für die Schutztruppen nicht entwickelt. Ihr Spiritus rector war Hermann von Wissmann, der beim Aufbau der Polizeitruppe für Ostafrika auf seine Erfahrungen im Belgisch-Kongo zurückgreifen konnte. Bis auf die Schutztruppe Deutsch-Südwestafrika, in der nur Europäer dienten, rekrutierten die Schutztruppen indigene oder andere afrikanische Söldner z. B. aus Liberia, Dahomey oder dem Sudan.

#### Portugiesische Spezialeinheiten
Grundsätzlich führte Portugal den Kolonialkrieg 1961–1974 mit Wehrpflichtigen sowohl aus dem Mutterland als auch in den seit 1952 aus völkerrechtlichen Gründen als Überseeprovinzen bezeichneten Kolonien.
Die in der Kolonialkriegführung stark involvierte Geheimpolizei PIDE bildete eine eigene Spezialeinheit, die Flechas (Portugiesisch: Pfeile). Die Flechas setzten sich grundsätzlich aus Indigenen und oft aus übergelaufenen oder gefangen genommenen Mitgliedern der Befreiungsbewegungen zusammensetzten. Sie wurden unter anderem in so genannten Pseudo-Operationen eingesetzt, d. h. als angebliche Guerilleros mit dem Ziel, echte Guerillagruppen in Hinterhalte zu locken.
Die Grupos Especiais (GE, Spezialgruppen) in Mosambik wurden von der portugiesischen Armee ebenfalls aus Indigenen gebildet. Als paramilitärische Formation gehörten sie jedoch der Armee formal nicht an. Die GE wurden in der Regel in Zugstärke unter Führung von Offizieren eingesetzt, die eine Ausbildung in Spezialeinheiten absolviert hatten.

## Das Ende der Kolonialkriege. Die Verwertung kolonialer Erfahrungen im Kalten Krieg und danach

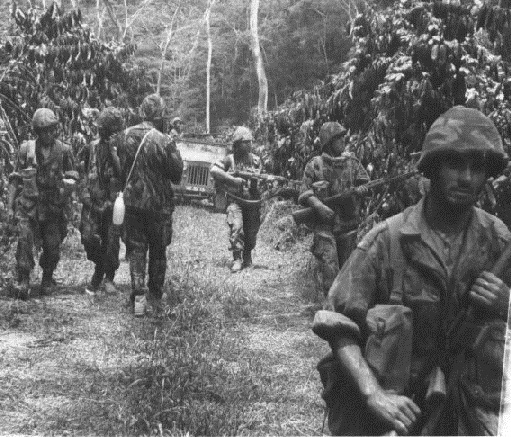
Portugiesischer Kolonialkrieg

Das formelle Ende der Kolonialherrschaft bedeutete nicht das Ende des militärischen Engagements ehemaliger Kolonialmächte in ihren früheren Kolonien.
Sowohl Großbritannien als auch Frankreich setzten und setzen bis in die Gegenwart in Krisensituationen, die befreundete Regierungen in ehemaligen Kolonien gefährden, Truppen wie den SAS oder die Fremdenlegion ein, auch inoffiziell. So operierten SAS-Einheiten Mitte der 1960er Jahre während der Konfrontasi tief im Innern Indonesiens. Ein Einsatz des SAS im Dhofar-Aufstand in den 1970er Jahren (Operation Storm) wurde erst Ende der 1980er Jahre publik. Frankreich setzte in seinen ehemaligen Kolonien in Westafrika mehrmals die Fremdenlegion ein, so im Bürgerkrieg in der Elfenbeinküste. Besonders spektakulär war ihr Einsatz in der Schlacht um Kolwezi während der Shaba-Invasion 1978 in Zaire.
Während der argentinischen Militärdiktatur von 1976 bis 1983 fand in der Operation Charly ein Transfer der Französischen Doktrin aus dem Algerienkrieg nach Argentinien (Schmutziger Krieg) und von dort aus nach Zentralamerika statt, wo sie im Guatemaltekischen Bürgerkrieg, dem Contra-Krieg und dem Bürgerkrieg in El Salvador bis Ende der 1980er Jahre zur Anwendung kam.
Der Irakkrieg und der Afghanistankrieg im ersten Jahrzehnt des 21. Jahrhunderts führte vor allem unter angloamerikanischen Militärtheoretikern zu einem Rückgriff auf Erfahrungen der Kolonialkriege, so auch US-General David Petraeus, der im Sommer 1986 dienstlich Panama, Honduras und El Salvador besuchte und einen Einblick in den Salvadorianischen Bürgerkrieg erhalten hatte. Petraeus war durch den Roman Die Zenturionen von Jean Lartéguy auf die Besonderheiten der Aufstandsbekämpfung aufmerksam geworden. Petraeus Recherchen zu Kolonialkriegen und den Bananenkriegen, insbesondere dem 1940 erstmals erschienenen Small Wars Manual der Marines, flossen in die Felddienstvorschrift der US Army zur Aufstandsbekämpfung ein. Auch weist der in den letzten Jahren von der US-Regierung im Afghanistankrieg favorisierte Einsatz von Kampfdrohnen zur Vermeidung von personellen Verlusten starke Parallelen zur Strategie des Imperial Policing der Zwischenkriegszeit auf.

## Bedeutende Aufstandsführer und Theoretiker militärischen kolonialen Widerstands
- Tecun Uman
- Lempira
- Lautaro
- José Gabriel Condorcanqui (Tupac Amaru II.)
- Simón Bolívar
- José de San Martín
- Abd el-Kader
- Abd al-Karim
- Imam Schamil
- Mohammed Ameziane
- Tecumseh
- Sitting Bull
- Menelik II.
- Cetshwayo
- Christiaan de Wet
- Hendrik Witbooi
- Mohammed Abd al-Karim
- Augusto César Sandino
- Charlemagne Péralte
- Mao Zedong
- Avraham Stern
- Võ Nguyên Giáp
- Hồ Chí Minh
- Abdul Haris Nasution
- Georgios Grivas
- Amílcar Cabral
- Che Guevara
- Fidel Castro
- José Martí
- Patrice Lumumba
- Sam Nujoma
- Agostinho Neto
- Samora Machel
- Eduardo Mondlane

## Bedeutende europäische Feldherren und Militärtheoretiker in Kolonialkriegen
- Pedro de Alvarado
- Herbert Kitchener
- Garnet Wolseley
- Hermann von Wissmann
- Eduard von Knorr
- Charles William Gwynn
- Thomas Robert Bugeaud de la Piconnerie
- André Beaufre
- Charles Edward Callwell
- Joseph Gallieni
- Hubert Lyautey
- Frank Kitson
- Roger Trinquier
- Klaas van der Maaten
- Raymond „Turko“ Westerling

### Sachbücher, wissenschaftliche Werke
- Philip J. Haythornthwaite: The colonial wars source book, London (Arms and Armour Press) 1995. ISBN 1-85409-196-4.
- Jaap A. de Moor, Hendrik L. Wesseling (Hrsg.): Imperialism and War. Essays on Colonial Wars in Asia and Africa. Leiden 1989.
- Thoralf Klein, Frank Schuhmacher (Hrsg.): Kolonialkriege. Militärische Gewalt im Zeichen des Imperialismus. Hamburg 2006, ISBN 3-936096-70-8.
- Tanja Bührer, Christian Stachelbeck, Dierk Walter (Hrsg.): Imperialkriege von 1500 bis heute. Strukturen – Akteure – Lernprozesse. Schöningh, Paderborn u. a. 2011, ISBN 978-3-506-77337-1.
- Dierk Walter: Organisierte Gewalt in der europäischen Expansion. Gestalt und Logik des Imperialkrieges. Hamburger Edition, Hamburg 2014, ISBN 978-3-86854-280-6.
- David Killingray, David Omissi (Hrsg.): Guardians of empire: the armed forces of the colonial powers. c. 1700–1964, Manchester 2000.
- Michael T. Klare, Peter Kornbluh (Hrsg.): Low Intensity Warfare. How the USA Fights Wars Without Declaring Them. New York 1988. ISBN 0-413-61590-1
- André Beaufre: Die Revolutionierung des Kriegsbildes. Neue Formen der Gewaltanwendung. Kohlhammer, Stuttgart 1973.
- Ivan Musicant: The Banana Wars. A History of the United States Military Intervention in Latin America from the Spanish-American War to the Invasion of Panama. New York 1990, ISBN 0-258-82210-4.
- David E. Omissi: Air power and colonial control. The Royal Air Force 1919–1939. Manchester 1990.
- Bruce Vandervort: Wars of imperial conquest in Africa 1830–1914. London 1998.
- Fernando Martínez Laínez: Banderas Lejanas. La exploración, conquista y defensa por España del territorio de los actuales Estados Unidos (Weite Grenzen. Die Erkundung, Eroberung und Verteidigung des Gebiets der heutigen Vereinigten Staaten durch Spanien), Madrid (Edaf) 2009, ISBN 978-84-414-2119-6.
- Der niederländisch-ostindische Kolonial-Soldat auf der Insel Java. In: Zeitschrift für Kunst, Wissenschaft und Geschichte des Krieges. 72. Band 1848, S. 182–208.
- Walter Nuhn: Kolonialpolitik und Marine. Die Rolle der Kaiserlichen Marine bei der Gründung und Sicherung des deutschen Kolonialreiches 1884–1914. Bernhard & Graefe Verlag, Bonn 2002, ISBN 3-7637-6241-8.
- Ken Connor: GHOST FORCE. The secret history of the SAS. Weidenfeld & Nicolson, London 1998, ISBN 0-297-84080-0.
- Douglas Porch: Wars of Empire. Cassell, London 2000. ISBN 0-304-35271-3
- Robert M. Utley, Wilcomb E. Washburn: Indian Wars. Boston 2002.
- Edwin Herbert: Small wars and skirmishes 1902–18. Early twentieth-century colonial campaigns in Africa, Asia, and the Americas. Foundry Books, Nottingham 2003, ISBN 1-901543-05-6.
- Edwin Herbert: Risings and rebellions, 1919–1939. Interventions and colonial campaigns in Africa, Asia, and the Americas. Nottingham 2007. ISBN 978-1-901543-12-4
- Michael Hochgeschwender: Kolonialkriege als Experimentierstätten des Vernichtungskrieges? In: Dietrich Beyrau, Michael Hochgeschwender, Dieter Langewiesche (Hrsg.): Formen des Krieges. Von der Antike bis zur Gegenwart. Paderborn u. a. 2007, S. 269–290.
- Christian Zentner, Gerd Schreiber: Die Kriege der Nachkriegszeit. Eine illustrierte Geschichte militärischer Konflikte seit 1945. Südwest-Verlag, München 1969.
- Moritz Feichtinger, Stephan Malinowski: Konstruktive Kriege? Rezeption und Adaption der Dekolonisationskriege in westlichen Demokratien. In: Geschichte und Gesellschaft. 37. Jg., 2011, H. 2, S. 275–305.
- Chris Peers: The African wars. Warriors and soldiers in the colonial campaigns, Barnsley (Pen & Sword Military) 2010. ISBN 978-1-84884-121-5.
- Michael Burleigh: Small wars, faraway places. Global insurrection and the making of the modern world. 1945–1965, New York, NY (Viking) 2013. ISBN 978-0-670-02545-9.
- Rory Cormac: Confronting the colonies. British intelligence and counterinsurgency, London (Hurst) 2013. ISBN 978-1-84904-293-2.
- Kaushik Roy: The Army in British India. From colonial warfare to total war 1857–1947. Bloomsbury, London/New York 2013, ISBN 978-1-4411-6845-0.
- Daniel Karch: Entgrenzte Gewalt in der kolonialen Peripherie. Die Kolonialkriege in „Deutsch-Südwestafrika“ und die „Sioux Wars“ in den nordamerikanischen Plains. Steiner, Stuttgart 2019, ISBN 978-3-515-12438-6, ISBN 978-3-515-12436-2.
- Daniel R. Headrick: The Tools of Empire. Technology and European Imperialism in the Nineteenth Century. New York/Oxford 1981, ISBN 0-19-502831-7.

### Memoiren, Belletristik
- Gustav Frenssen: Peter Moors Fahrt nach Südwest. Ein Feldzugsbericht. G. Grote'sche Verlagsbuchhandlung, Berlin 1906 (gutenberg.spiegel.de).
- Faustin Wirkus: The White King of La Gonâves. Doubleday, Garden City, New York 1931.
- Winston Churchill: Meine frühen Jahre: Weltabenteuer im Dienst. Leipzig 1931.
- Werner von Langsdorff: Deutsche Flagge über Sand und Palmen. 53 Kolonialkrieger erzählen. Bertelsmann, Gütersloh 1936.
- Jean Lartéguy: Die Zenturionen. Verlag der Europäischen Bücherei, Bonn 1961.
- Jean Lartéguy: Die Prätorianer. Verlag der Europäischen Bücherei, Bonn 1962.
- Jean Lartéguy: Die grausamen Träume. Verlag der Europäischen Bücherei, Bonn 1965.
- Pepetela: Mayombe. Berlin 1983.
- António Lobo Antunes: Der Judaskuß. Hanser, München 1987.
- Antonio Lobo Antunes: Bis die Steine leichter sind als Wasser. Luchterhand, München 2021. ISBN 978-3-641-25554-1. ISBN 978-3-630-87627-6. ISBN 3-630-87627-7. ISBN 978-3-641-25554-1
- Arturo Uslar Pietri: Die roten Lanzen. Roman aus der lateinamerikanischen Befreiungszeit. Berlin 1932.
- Arturo Uslar Pietri: Rauch über El Dorado. Roman aus dem spanischen Amerika. Horst Erdmann, Herrenalb 1966.
- Gabriel García Márquez: Der General in seinem Labyrinth. Kiepenheuer & Witsch, Köln 1989, ISBN 3-462-02013-7.
- Eric Ambler: Besuch bei Nacht. Diogenes, Zürich 1978 (Erstausgabe als Ungebetene Gäste, Günther-Verlag, Stuttgart 1957).
- Eric Ambler: Schmutzige Geschichte. Diogenes, Zürich 1968.
- Lídia Jorge: Die Küste des Raunens. Suhrkamp, Frankfurt am Main 1993.

## Film und Fernsehen
- Non oder Der vergängliche Ruhm der Herrschaft
- Das Mädchen aus dem Dschungel, DFF 1964, R.: Kurt Jung-Alsen (Malayan Emergency 1948–1960)
- Rebellion, Frankreich 2011, R.: Mathieu Kassovitz
- Patrouille de choc
- Marschier oder krepier
- Sirocco – Zwischen Kairo und Damaskus
- Captain Gallant of the Foreign Legion (Fernsehserie USA 1955–1957)
- Enam Djam di Jogja (Sechs Stunden in Yogjakarta, Indonesien 1951, R.: Usmar Ismail)
- Omaruru
- Morenga
- Der Hauptmann von Peshawar (King of the Khyber Rifles, USA 1953, R.: Henry King)
- Amigo (USA 2010, R.: John Sayles)
- Die weisse Schwadron (Lo squadrone bianco, I 1936, R.: Augusto Genina)
- Bengali
- Bosambo/Einbruch im Kongo (Sanders of the River, GB 1935, R.: Zoltan Korda)
- Brennendes Indien
- Es war einmal in Afrika
- Khartoum
- Die Maharani von Dschansi (Jhansi Ki Rani, IND 1952, Regie Sohrab Modi)
- Vier Federn
- Sie fürchten weder Tod noch Teufel
- Alarm in Peking
- Kanonenboot am Yangtse-Kiang
- Der Wind und der Löwe
- Libertador
- Das schwarze Bataillon
- Geschwader Fledermaus
- Flucht aus der Hölle
- Zulu
- Sandino
- Tecumseh
- Aufstand in Sidi Hakim
- Die Wildgänse kommen
- Katanga
- Der Opiumkrieg
- Schlacht um Algier
- La Légion saute sur Kolwezi (F 1980, R.: Raoul Coutard)
- Walker
- The Fighting Marines
- Flieger
- Rough Riders – Das furchtlose Regiment (Rough Riders, USA 1997, Regie John Milius)
- Queimada – Insel des Schreckens
- Wüstenfort Bo Mokri/Frauen, Liebe, Legionäre (Capitaine Ardent, F 1951, Regie André Zvoboda)
- Zwischen Leben und Tod